# 4080-as busz
A 4080-as jelzésű autóbuszvonal Kazincbarcika, (Rudolftelep –) Rudabánya és Kánó között húzódik, amelyet a MÁV Személyszállítási Zrt. üzemeltet.

## Útvonala
A Borsod-Abaúj-Zemplén megyei Kazincbarcika autóbusz-állomásáról indul. Útját az Egressy Béni úton kezdi el, majd az Építők útján a városi kórház irányába tart. A 2024-ben életbelépett kazincbarcikai helyijárat-csökkentés által több járat a kazincbarcikai vasútállomás érintésével közlekedik, onnan a Jószerencsét úton közlekedik egészen a Sajókazinc területén fekvő temetőjéig, utána az egykori Borsodi Vegyi Kombinát, mai nevén BorsodChem Zrt. nevet viselő vegyipari létesítmény mentén kialakított Szent Flórián téri buszállomáson is megáll. A buszváróból a 26-os főút bánrévei szakaszára hajt fel, de hamar távozik, hiszen Kazincbarcikát Múcsony irányába, a Miskolc–Bánréve–Ózd-vasútvonal keresztezése után hagyja el.
A 2606-os mellékút áthalad a Sajó folyón, később a 2023 decemberében átadott Sajószentpéter és Berente települések elkerülőútjaként szolgáló 260-as főút becsatlakozik a köznyelvben Szelesaknaként nevezett területre. Ily módon ér be első községébe, Múcsonyba, ahol a Bartók Béla úton közlekedik Alberttelep nevezetű felébe. Átérve a vele összenőtt Szuhakállóra a Szuha-pataktól távozik és a Felsőnyárádra irányuló buszoktól is. Bányaszati eredetű tavak mentén, a szuhakállói kettes akna mellett a legtöbb esetben kitérést tesz Rudolftelep zsáktelepülésre. Rudolftelepről alig 25 perc alatt jut be az autóbusz a reggeli órákban a járásközpontba, a betérő járatokon felül az eljutások számát itt végállomásozó buszok is emelik, valamint a hét minden napján még egészen este 21 órakor is biztosított a bejutás.
A Kazincbarcika–Rudabánya-vasútvonal községei mentén Izsó Miklós szülőhelye, Izsófalva következik, melyet szintén déli-északi irányban szel át, csak úgy mint a vele szomszédos Ormosbányát is az Ormos-patak medre körül. Az egykor Volán-teleppel rendelkező Ormosbányáról kiegészítő járat indul tanítási reggeleken, valamint még azon napok délutánján is ellentétes irányban, mindkettő esetben csuklósbusszal. Kolostanyát elhagyva az első hosszabb, emberlakta nélküli terület következik, melyek az Északmagyarországi Regionális Vízművek egyik vízátemelőtelepét, az Erdőszállás Vendégházat foglalja magába, a vonal 18. kilométerén ér a térség egyik kisvárosába és a vonal felezőpontjára, Rudabányára. A járatok az egykori állomása, valamint jelenleg is üzemelő bányászattörténeti múzeuma mellett mennek el, majd a Rudabányán kiemelten magas vasércbányászati munkát (melynek emlékét a Rudabányai bányató a rudabányait ásvány és más maradvány őrzi) végző személyek szállást adó helye tövében, központi fürdő nevet viselő megállóban végállomásoznak.
A település nagy választóvonal a térségben. Ezen túl, a jelenlegi északi irányban elvétve működik a tömegközlekedés, Gvadányi József emlékszobrán, valamint a falu református templomán túl gyönyörű panoráma tárul elénk a Rudabányai-hegység és Putnoki-dombság határán átnyúló vonulatokon – miközben innen alig egy kilométerre a Rudabányai bányató fekszik –, így ér át Felsőtelekesre, ahonnan alig néhány alkalmat leszámítva átrobog a Telekes-patak parti Alsótelekesre is.
Az erre jellemző szűk utcás, zsákfalvas, dimbes-dombos, a nagyvárosoktól távoli pontok régiójának egyik kis falvában, Kánóban ér véget a buszvonal. Körülötte Imola, Égerszög, Teresztenye és Szőlősardó települések fekszenek, Imolán kívül mindegyikkel van összeköttetése a 4108-as buszvonalon keresztül, bár a környéken inkább a nyugodtságra fektetnek hangsúlyt, mintsem elmenni bárhová.

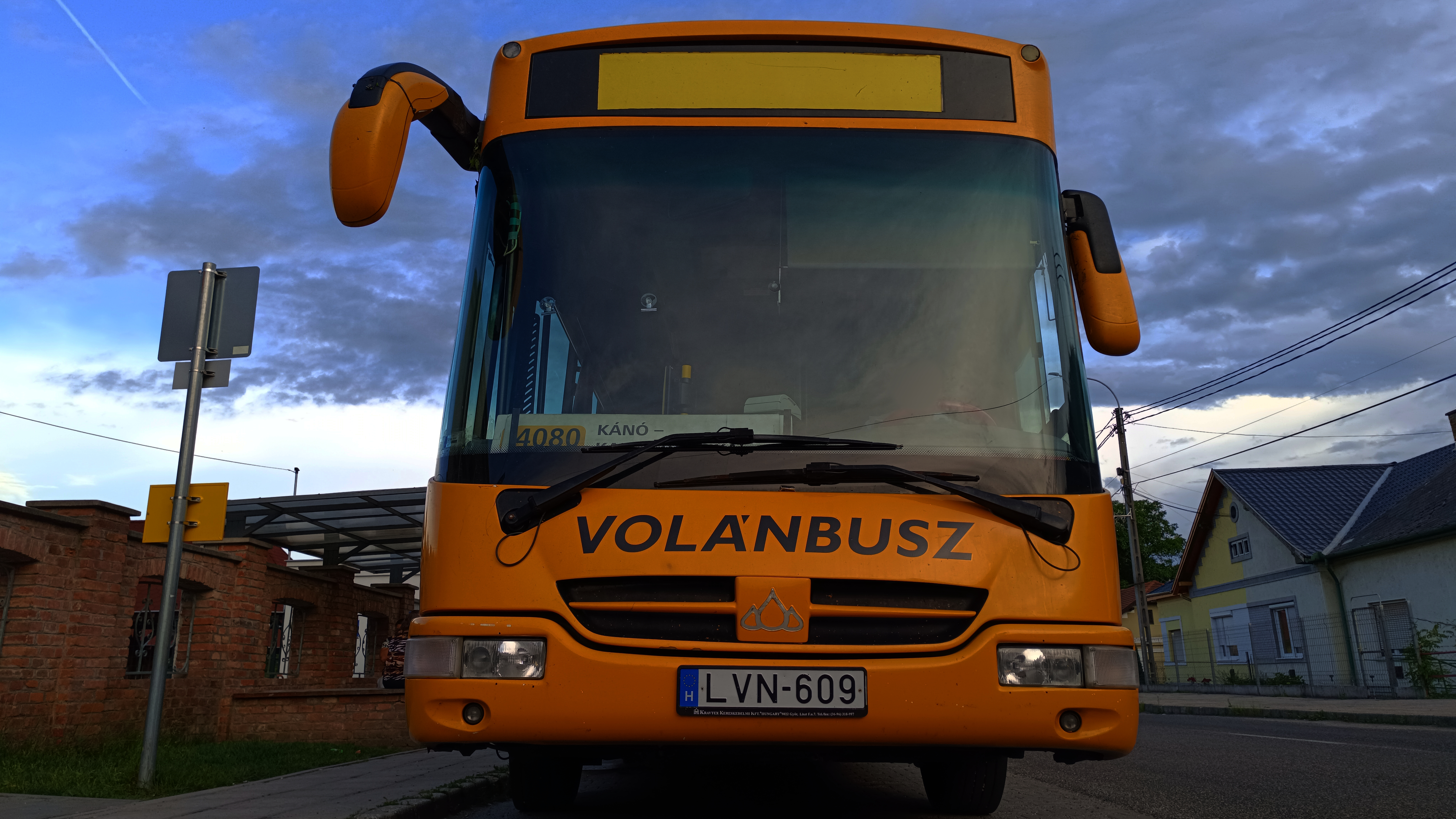
Pótláson a Credo EN 9,5 is megfordul

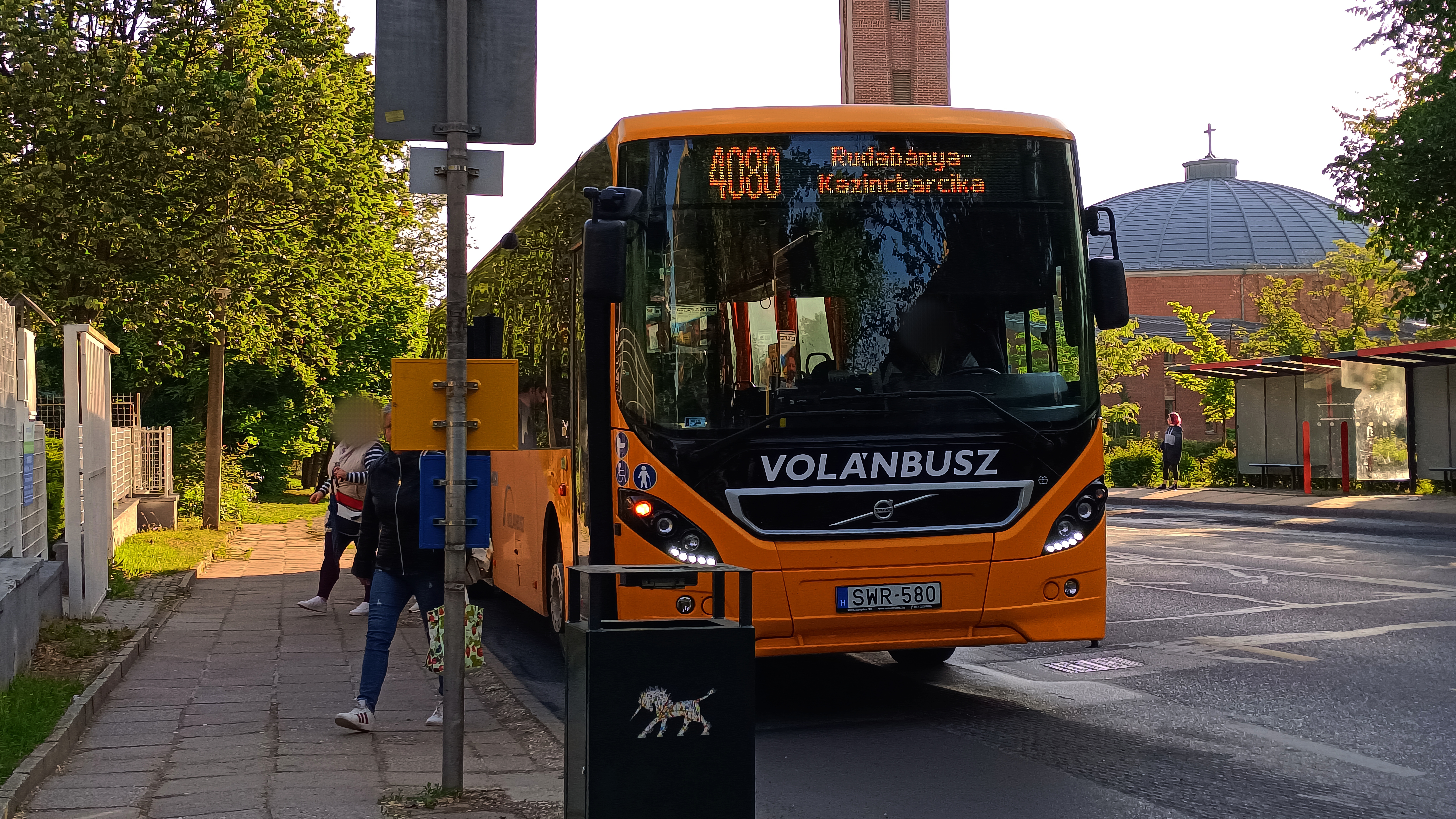
A 2021-ben érkezett Volvo 8900-asokból alkalmanként egyik szolgálatot tesz vidékre

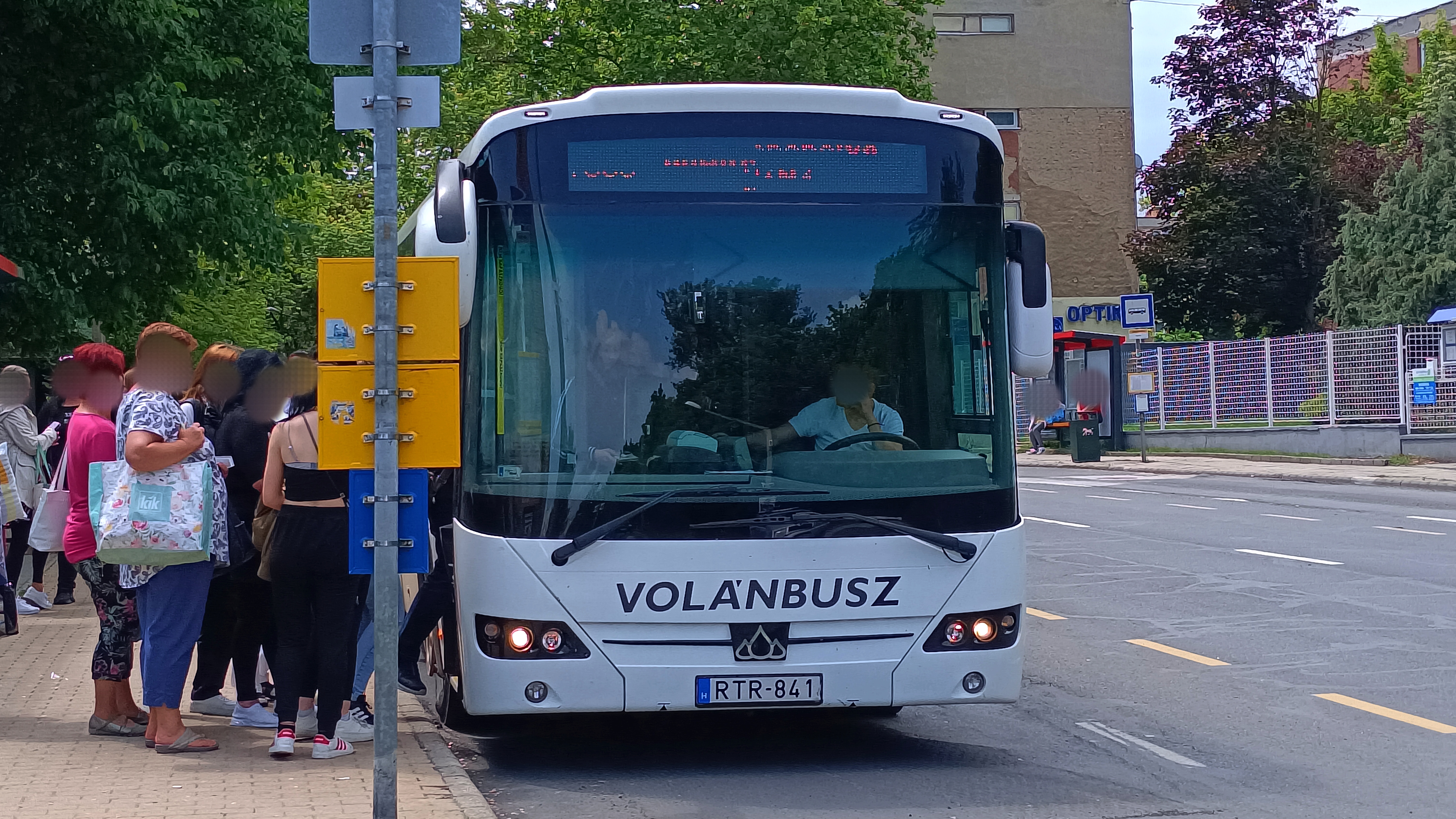
Kánóig Econell szokott általában közlekedni

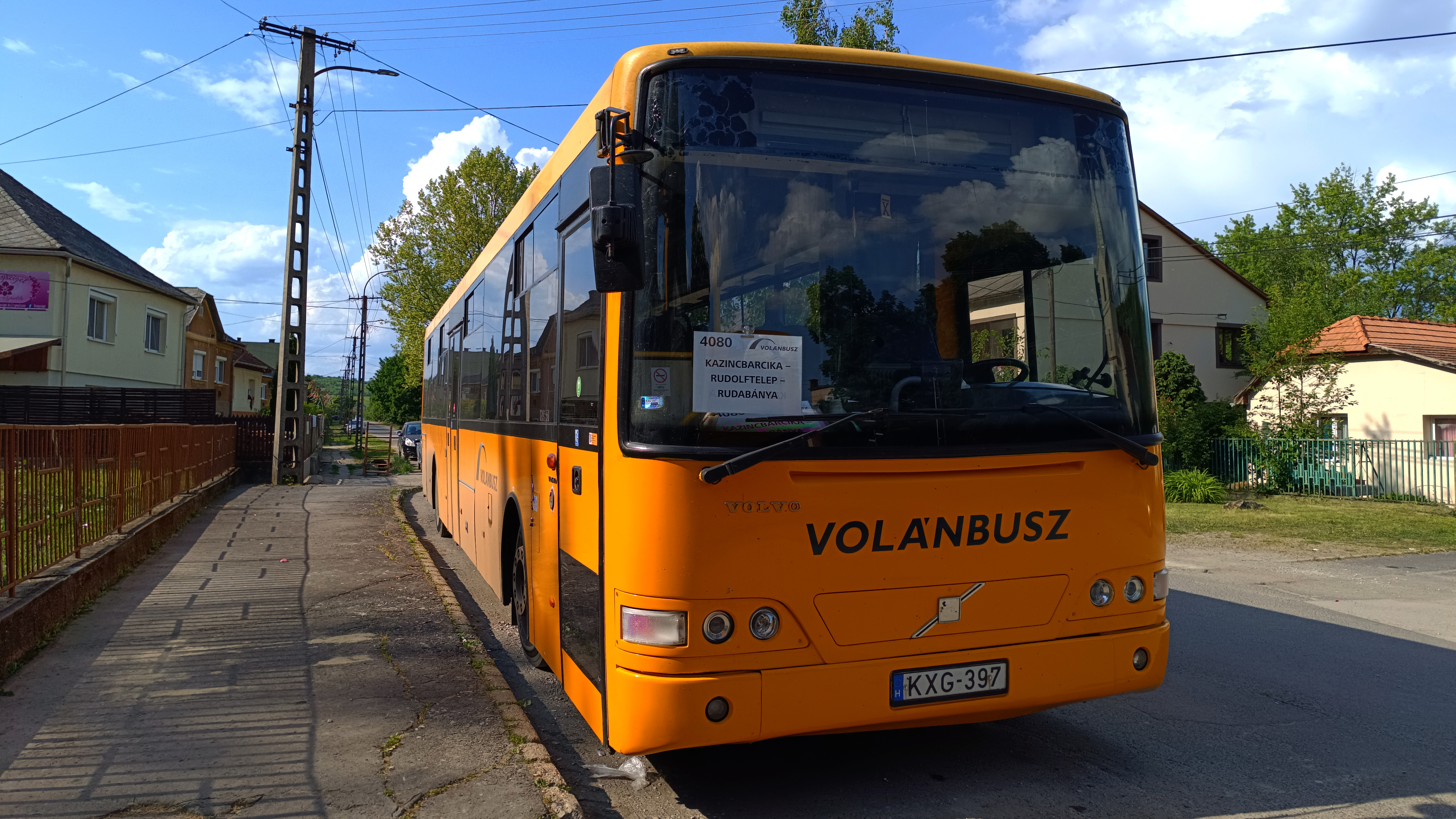
A legújabb Credo Econell 18 Nextek mellett Volvo Alfa Regio is fellelhető a vonalon

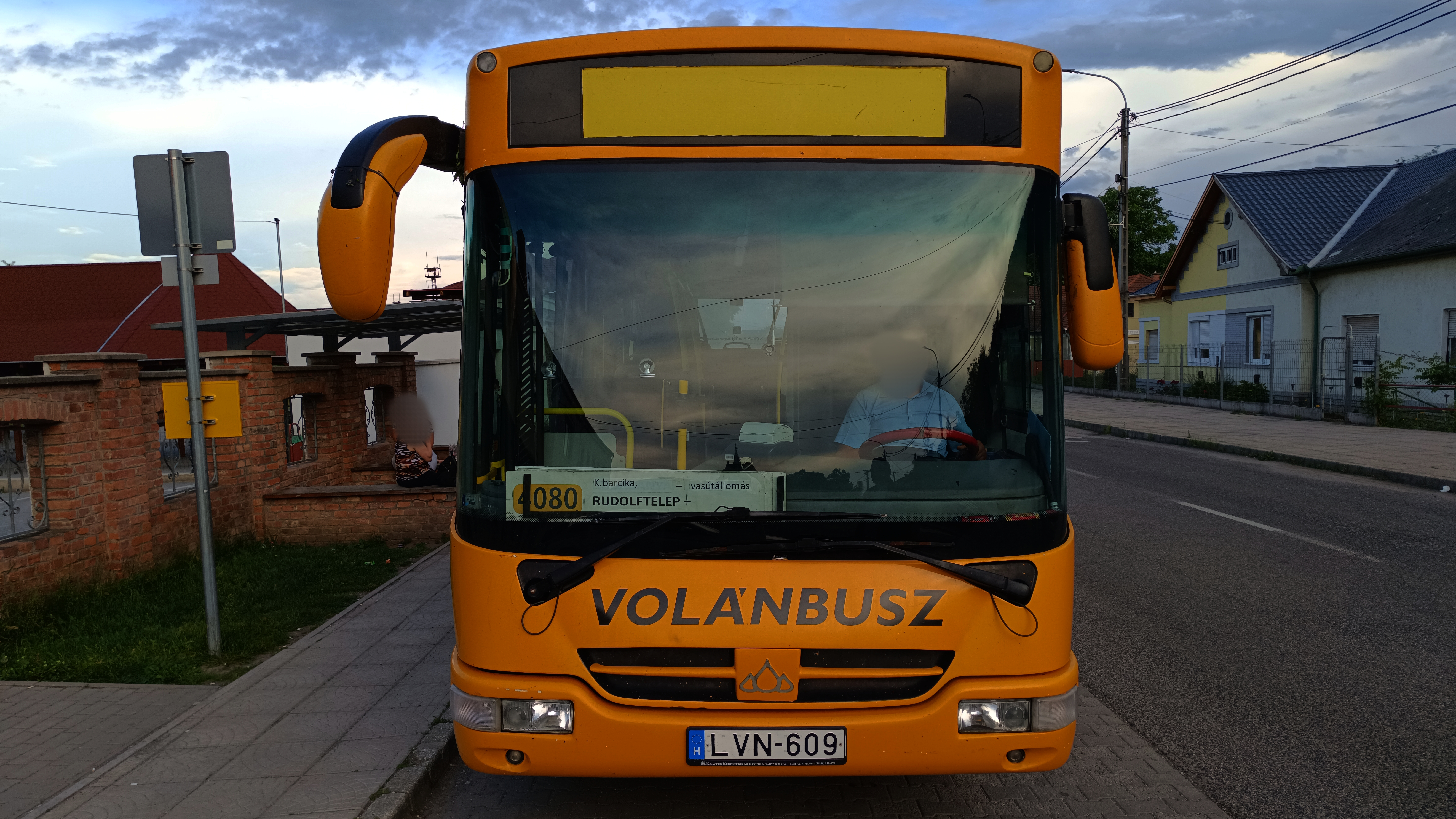
Rudolftelepről a belvárosba

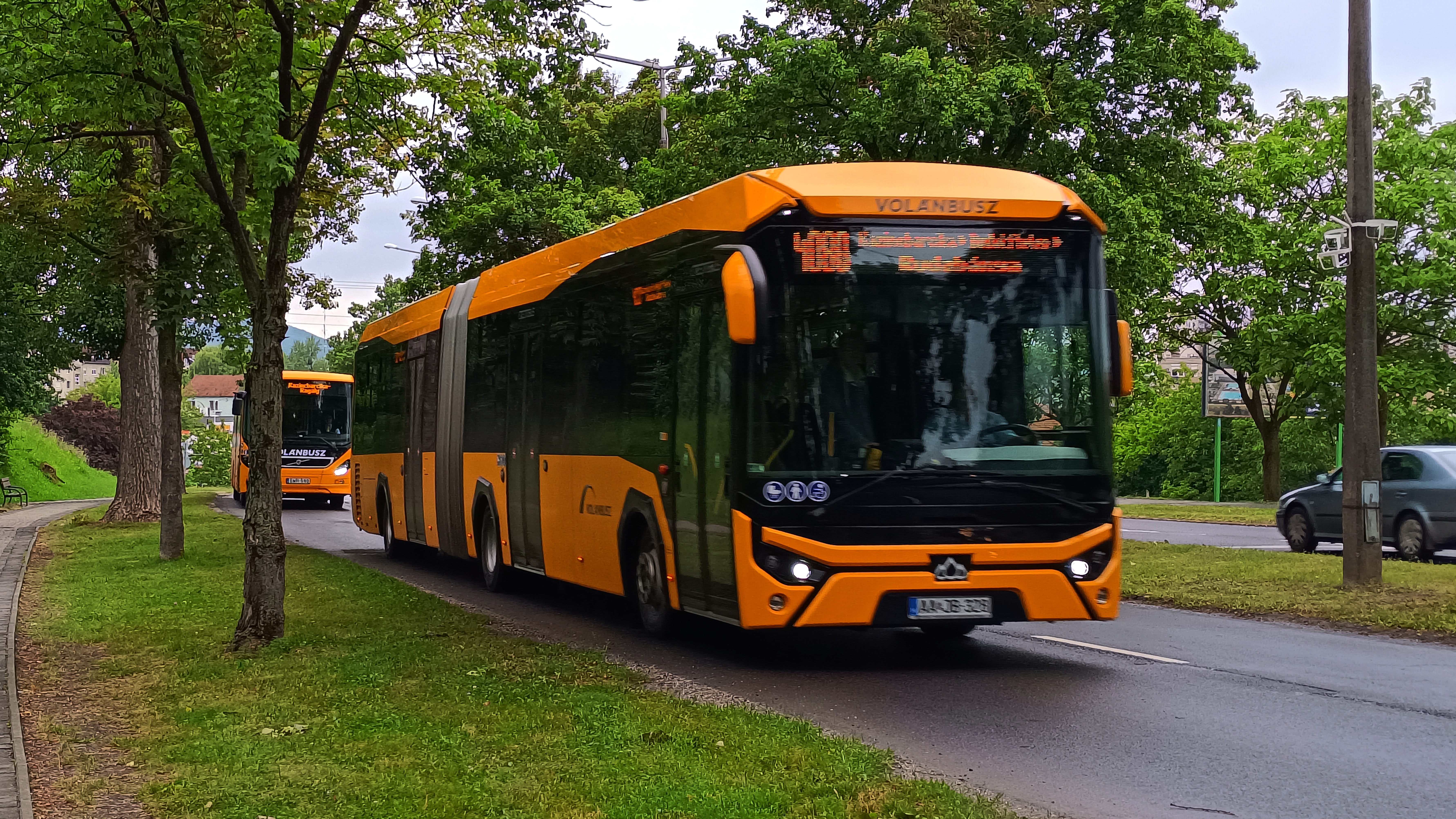
Rudolftelepre az indítások nagyrésze betér a nap folyamán

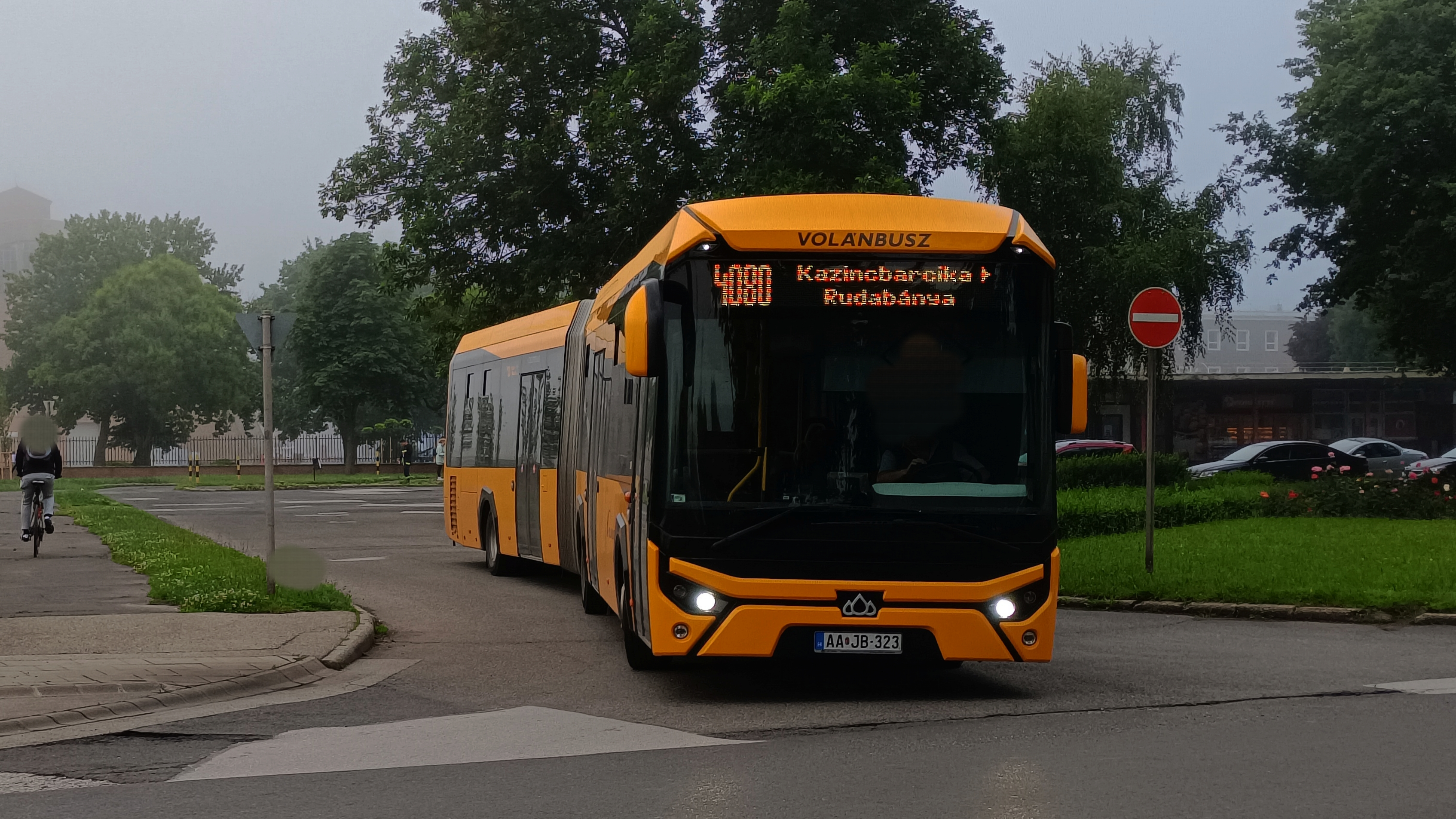
Hajnalban a Szent Flórián térnél. Miután Rudabányát megjárja, Miskolc az úticélja

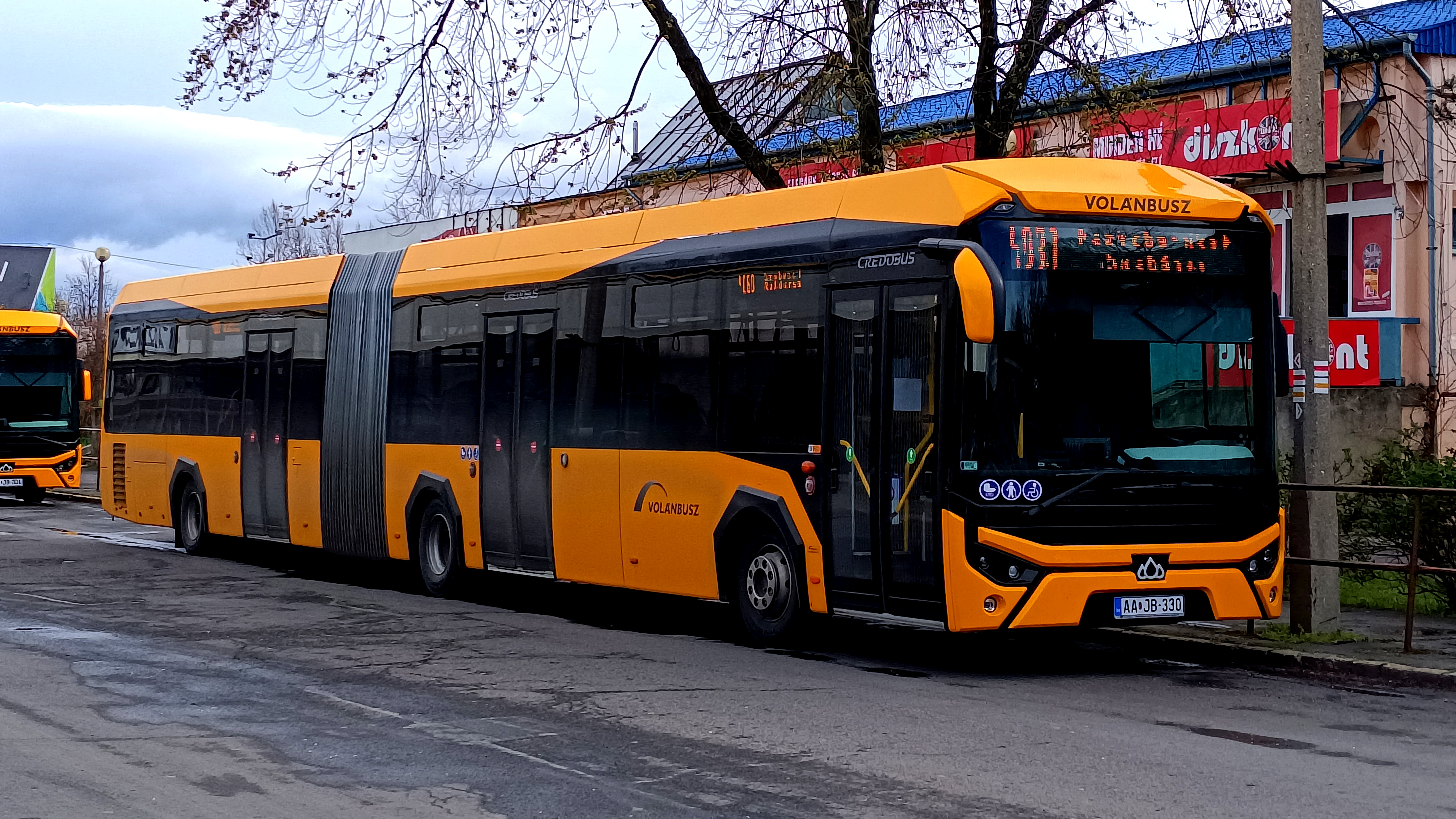
A vonal egyik jelentős törzsgépe

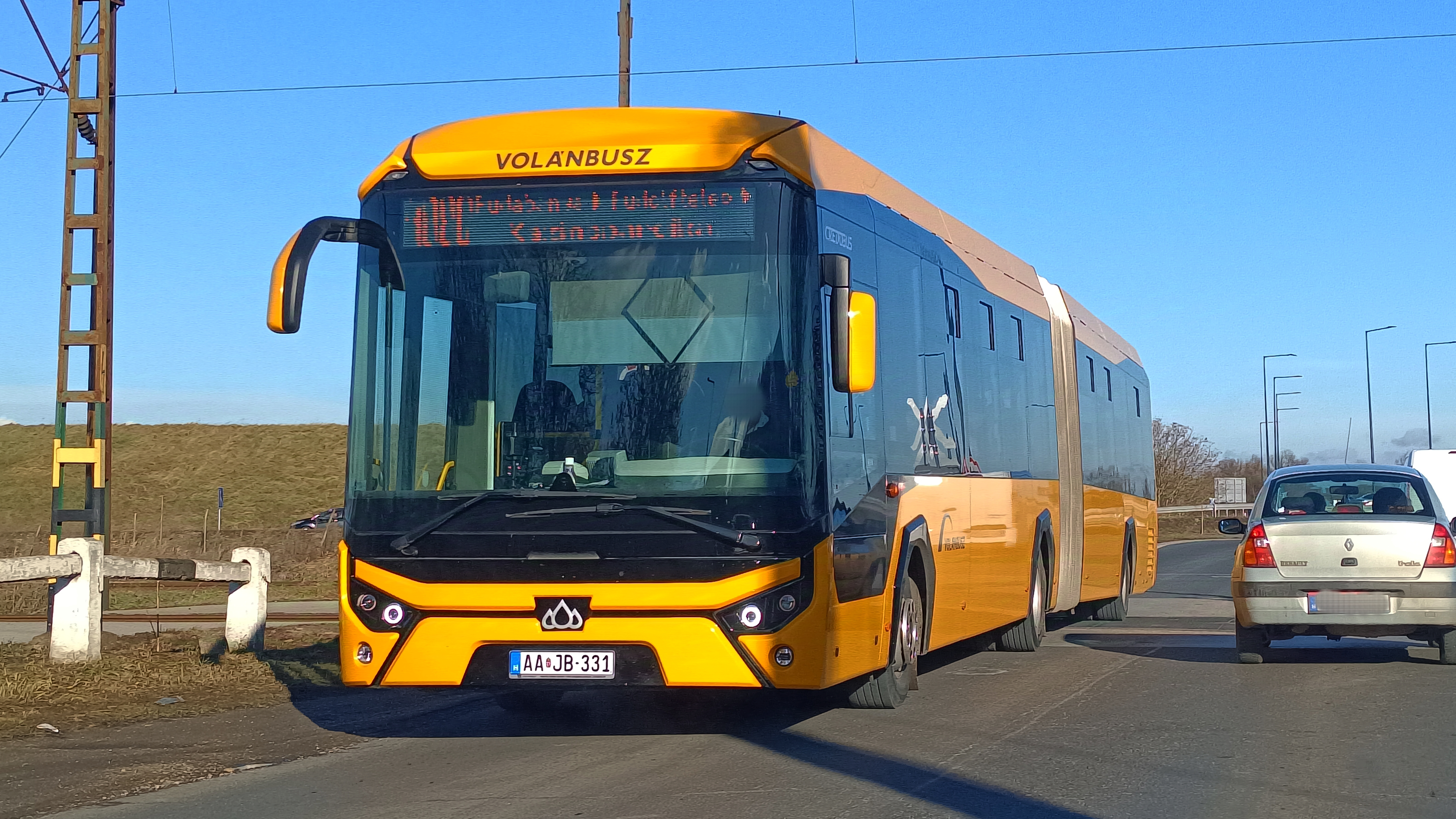
Kazincbarcika alsó megállóhelynél egy ismételt törzsgép, de ez Rudabányán alszik

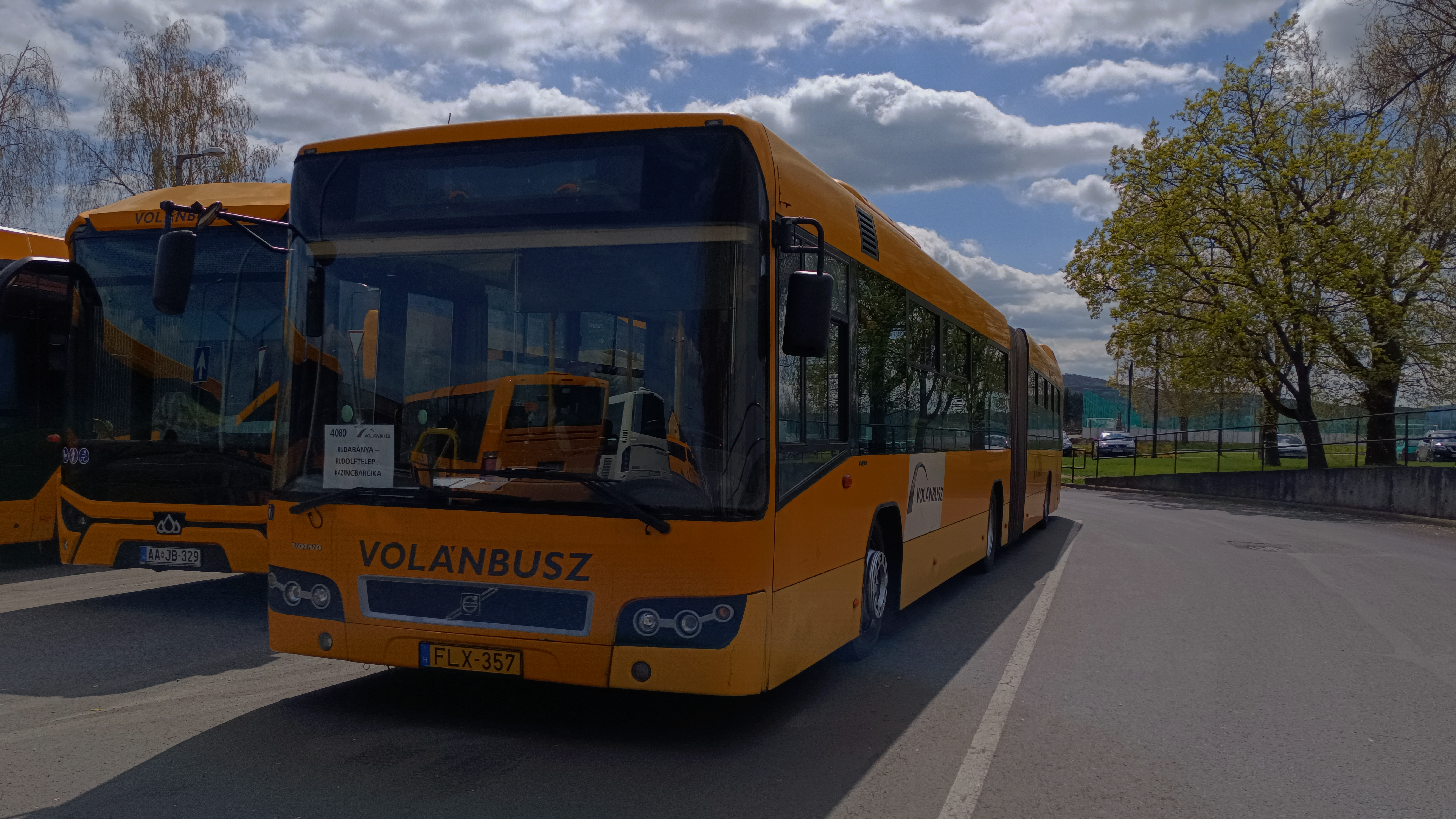
2025 tavaszán az ózdi Volvo 7700A segítette a kazincbarcikai életet

## Közlekedése
Indításai minden nap történnek, Rudabányáig kiemelten magas számmal. A teljes utat kevés busz teszi meg, bár hétvégén több az átszállásmentes kapcsolat Kazincbarcika és Kánó között, mint hétköznap.

### Rudabánya és a vasút
A buszvonal menti falvakat Rudabányáig a 19. és 20. század fordulója óta behálózza a vasút, eleinte a szénbányászatból és a vasércbányászatból keletkező teherforgalom, majd a 20. század közepétől a gazdasági fellendülés által a rendszeres személyforgalom is. Az évek során egyre több iparvágányt építettek és fejlesztéseket hajtottak végre az egyre hatékonyabb szállítmányozás kialakításában, mely rendre sikeresnek is bizonyult. A '70-es, '80-as évek elhozták a környék menti bányák bezárását, melynek legfőbb tagja a rudabányai vasércbánya 1985-ös bezárása volt, mely a vasútvonalat is egyre népszerűtlenebbé, elhanyagoltabbá tette. Az állomásokon megszűnt a forgalmi szolgálat, a karbantartások megszűntek, valamint a pálya állapota is drasztikus állapotba került. Többszöri összefogás, tárgyalás ellenére is győzött a Borsod Volán akár 2x gyorsabb és többször hatékonyabb autóbuszos szolgáltatása, hiszen 2007-ben véget ért a személyszállítás és a teherforgalom is egyaránt a Kazincbarcika–Rudabánya-vasútvonalon.

### Rudabánya kapcsolata
Kazincbarcika és Rudabánya kapcsolata egészen kiváló állapotban van közúton. Tanítási napokon több, mint 30 járatpár közlekedik a kettő város között (mely vasárnap is csak 16-ra csökken), melyek között többszöri kiegészítő járatok vannak jelen egyaránt reggelente és délután is. Rudabányáról iskolai reggeleken 5 és 7 óra között csaknem 7 autóbusz közlekedik (ebből 4 csuklós), délután 13 és 16 óra között pedig 8 járat indul útjára Rudabányára, melynek többje csak áthalad a településen. A 15-20 kilométeres viszonylatban jelen vannak még a 3769-es, a 4081-es, a 4082-es, a 4083-as és a 4084-es buszjáratok is.

### Járművek
A 4080-as buszvonal rendszeres tagjai a csuklós járművek. A 2023-ban érkezett Credo Econell 18 Next autóbuszok itt is váltották a másik korszakból ittragadt, többnyire Ikarus 280, Ikarus C80 és Mercedes-Benz Conecto G gépeket, de elvétve utóbbiból ma is közlekednek néhányan. Csúcsidőszakokban intenzíven telítettek eme járművek, az utazóközönséget muszáj több vidékre igyekvő járaton elosztani. Rudolftelepig, valamint Rudabányán túl legtöbbször a mai vidék törzsjárművei, a Credo Econell 12-es szólók szolgálnak, azonban változatos a regionális forgalomra szánt buszok előfordulása.
- az LVN-609 rendszámú Credo EN 9,5,
- az NRL-950 rendszámú Mercedes-Benz Intouro,
- az NTL-986 rendszámú Mercedes-Benz Intouro,
- a PIG-491 rendszámú Credo Econell 12,
- az RTR-834 rendszámú Credo Econell 12,
- az RTR-835 rendszámú Credo Econell 12,
- az RTR-836 rendszámú Credo Econell 12,
- az RTR-840 rendszámú Credo Econell 12,
- az RTR-841 rendszámú Credo Econell 12,
- az SSM-581 rendszámú Credo Econell 12,
- az SWR-579 rendszámú Volvo 8900,
- az SWR-580 rendszámú Volvo 8900,
- az AAJB-304 rendszámú Credo Econell 18 Next,
- az AAJB-315 rendszámú Credo Econell 18 Next,
- az AAJB-319 rendszámú Credo Econell 18 Next,
- az AAJB-328 rendszámú Credo Econell 18 Next,
- az AAJB-329 rendszámú Credo Econell 18 Next,
- az AAJB-330 rendszámú Credo Econell 18 Next,
- az AAJB-331 rendszámú Credo Econell 18 Next autóbuszok.

### Csatlakozást biztosít
- Kazincbarcika vasútállomáson – Miskolc felé/felől vonatra (Miskolc–Bánréve–Ózd-vasútvonal)
- Kazincbarcika, Szent Flórián téren – Miskolc felé/felől autóbuszra ( 3765)

| Viszonylat                                                    | Indításszám       | Közlekedési rend          |
| ------------------------------------------------------------- | ----------------- | ------------------------- |
| Kazincbarcika, aut. áll. – Rudolftelep, Vár-lak Felső         | 2 pár             | tanítási napokon          |
| Kazincbarcika, aut. áll. – Rudolftelep, Vár-lak Felső         | 3 pár             | tanszünetben munkanapokon |
| Kazincbarcika, aut. áll. – Rudolftelep, Vár-lak Felső         | 1 oda, 2 vissza   | munkaszüneti napokon      |
| Kazincbarcika, aut. áll. ➝ Ormosbánya, isk.                   | 1 oda             | tanítási napokon          |
| Kazincbarcika, aut. áll. – Rudabánya, központi fürdő          | 13 oda, 14 vissza | tanítási napokon          |
| Kazincbarcika, aut. áll. – Rudabánya, központi fürdő          | 11 oda, 12 vissza | tanszünetben munkanapokon |
| Kazincbarcika, aut. áll. – Rudabánya, központi fürdő          | 8 oda, 7 vissza   | szabadnapokon             |
| Kazincbarcika, aut. áll. – Rudabánya, központi fürdő          | 4 pár             | munkaszüneti napokon      |
| Kazincbarcika, aut. áll. – Kánó, kh.                          | 5 oda, 3 vissza   | munkanapokon              |
| Kazincbarcika, aut. áll. – Kánó, kh.                          | 5 oda, 4 vissza   | szabadnapokon             |
| Kazincbarcika, aut. áll. – Kánó, kh.                          | 5 pár             | munkaszüneti napokon      |
| Kazincbarcika, Szent Flórián tér – Ormosbánya, Bányász u. 28. | 1 pár             | tanítási napokon          |
| Kazincbarcika, Szent Flórián tér ➝ Rudabánya, központi fürdő  | 2 oda             | tanítási napokon          |
| Rudabánya, központi fürdő – Kánó, kh.                         | 2 oda, 1 vissza   | munkanapokon              |
| Rudabánya, központi fürdő – Kánó, kh.                         | 1 oda             | hétvégén                  |

## Megállóhelyei
| 0                                                                             | Kazincbarcika, autóbusz-állomás végállomás                               | 0.0 km  | 3, 9 1054 3408, 3756, 3763, 3764, 3765, 3766, 3767, 3770, 3772, 3773, 4040, 4041, 4043, 4046, 4047, 4048, 4050, 4052, 4057, 4059, 4060, 4065, 4066, 4069, 4070, 4075, 4082, 4083, 4084, 4154                                                              |
| 1                                                                             | Kazincbarcika, Ifjúmunkás tér                                            | 0.8 km  | 3 3408, 3756, 3763, 3764, 3765, 3770, 3772, 3773, 4040, 4041, 4043, 4044, 4047, 4048, 4050, 4052, 4057, 4059, 4060, 4065, 4066, 4069, 4070, 4075, 4082, 4083, 4084, 4153                                                                                  |
| 2                                                                             | Kazincbarcika, kórház                                                    | 1.2 km  | 3 1054 3408, 3756, 3763, 3764, 3765, 3770, 3772, 3773, 4040, 4041, 4043, 4044, 4047, 4048, 4050, 4052, 4057, 4059, 4060, 4065, 4066, 4069, 4070, 4075, 4082, 4083, 4084, 4153                                                                             |
| 3                                                                             | Kazincbarcika, városháza                                                 | 1.6 km  | 3 1369, 1384, 1410, 1411 3756, 3763, 3764, 3765, 3770, 3772, 3773, 4040, 4041, 4043, 4044, 4047, 4048, 4050, 4052, 4059, 4063, 4065, 4067, 4069, 4070, 4075, 4082, 4083, 4084                                                                             |
| Munkanapokon 3; hétvégén 4 járat által érintett.                              |                                                                          |         | |
| ∫                                                                             | Kazincbarcika, Márka ABC                                                 | ∫       | 3 1054 4048, 4070, 4075, 4083 |
| ∫                                                                             | Kazincbarcika, Vasút utca 1.                                             | ∫       | 3 4048, 4070, 4075, 4083 |
| ∫                                                                             | Kazincbarcika vasútállomás                                               | ∫       | 3 4048, 4070, 4075, 4083 expresszvonat, személyvonat – Kazincbarcika (92) |
| ∫                                                                             | Kazincbarcika, Vasút utca 1.                                             | ∫       | 3 4048, 4070, 4075, 4083 |
| ∫                                                                             | Kazincbarcika, Márka ABC                                                 | ∫       | 3 1054 4048, 4070, 4075, 4083 |
| 4                                                                             | Kazincbarcika, központi iskola                                           | 2.0 km  | 3756, 3763, 3764, 3765, 3770, 3772, 3773, 4040, 4041, 4043, 4044, 4047, 4048, 4050, 4052, 4059, 4063, 4065, 4067, 4069, 4070, 4075, 4082, 4083, 4084 |
| 5                                                                             | Kazincbarcika, temető                                                    | 2.7 km  | 3756, 3763, 3764, 3765, 3766, 3767, 3770, 3772, 3773, 4040, 4041, 4043, 4044, 4046, 4047, 4048, 4050, 4052, 4059, 4063, 4065, 4066, 4067, 4069, 4070, 4075, 4082, 4083, 4084                                                                              |
| 6                                                                             | Kazincbarcika, Szent Flórián tér autóbusz-váróterem vonalközi végállomás | 3.6 km  | 1054, 1369, 1384, 1410, 1411 3756, 3763, 3764, 3765, 3766, 3767, 3769, 3770, 3772, 3773, 4040, 4041, 4043, 4044, 4045, 4046, 4047, 4048, 4050, 4052, 4058, 4059, 4061, 4062, 4063, 4065, 4066, 4067, 4069, 4070, 4075, 4079, 4081, 4082, 4083, 4084, 4194 |
| 7                                                                             | Kazincbarcika, VGV telep                                                 | 4.3 km  | 3769, 3772, 4040, 4041, 4043, 4044, 4069, 4070, 4075, 4078, 4079, 4081, 4082, 4083, 4084 |
| 8                                                                             | Szeles IV. akna                                                          | 6.0 km  | 3772, 4040, 4041, 4043, 4044, 4069, 4070, 4075, 4078, 4079, 4081, 4082, 4083, 4084 |
| 9                                                                             | Múcsony, kazincbarcikai elágazás                                         | 7.4 km  | 3769, 3772, 4040, 4041, 4043, 4044, 4069, 4070, 4075, 4078, 4079, 4081, 4082, 4083, 4084 |
| 10                                                                            | Múcsony (Alberttelep), kultúrház                                         | 8.2 km  | 3769, 3774, 4069, 4070, 4075, 4078, 4079, 4081, 4082, 4083, 4084, 4095 |
| 11                                                                            | Szuhakálló, ormosi elágazás                                              | 8.6 km  | 3769, 4081, 4082, 4083, 4084, 4095 |
| 12                                                                            | II. akna bejárati út                                                     | 9.1 km  | 3769, 4081, 4082, 4083, 4084, 4095 |
| Munkanapokon 20; hétvégén 15 járat által érintett.                            |                                                                          |         | |
| ∫                                                                             | Rudolftelep, Vár-lak Alsó                                                | ∫       | 4083, 4084 |
| ∫                                                                             | Rudolftelep, Vár-lak                                                     | ∫       | 4083, 4084 |
| ∫                                                                             | Rudolftelep, Vár-lak Felső vonalközi végállomás                          | ∫       | 4083, 4084 |
| ∫                                                                             | Rudolftelep, Vár-lak                                                     | ∫       | 4083, 4084 |
| ∫                                                                             | Rudolftelep, Vár-lak Alsó                                                | ∫       | 4083, 4084 |
| 13                                                                            | Izsófalva, kurityáni elágazás                                            | 10.6 km | 3769, 4081, 4082, 4083, 4084, 4095 |
| 14                                                                            | Izsófalva, községháza                                                    | 11.1 km | 3769, 4081, 4082, 4083, 4084, 4095 |
| 15                                                                            | Izsófalva, szakkórház                                                    | 12.2 km | 3769, 4081, 4082, 4083, 4084, 4095 |
| 16                                                                            | Ormosbánya, sporttelep                                                   | 13.4 km | 3769, 4081, 4082, 4083, 4084, 4095 |
| 17                                                                            | Ormosbánya, iskola vonalközi végállomás                                  | 13.9 km | 3769, 4081, 4082, 4083, 4084, 4095 |
| 18                                                                            | Ormosbánya, Bányász utca 28. vonalközi végállomás                        | 14.9 km | 3769, 4081, 4082, 4083, 4084, 4095 |
| 19                                                                            | Kolostanya                                                               | 15.7 km | 4081, 4082, 4083, 4084, 4095 |
| 20                                                                            | BRV II/2 vízátemelőtelep                                                 | 16.5 km | 4081, 4082, 4083, 4084, 4095 |
| 21                                                                            | Erdőszállás                                                              | 17.2 km | 4081, 4082, 4083, 4084, 4095 |
| 22                                                                            | Rudabánya vasútállomás, bejárati út                                      | 18.7 km | 3769, 4081, 4082, 4083, 4084, 4095 |
| 23                                                                            | Rudabánya, központi fürdő vonalközi végállomás                           | 19.6 km | 3769, 4081, 4082, 4083, 4084, 4095, 4108, 4120 |
| 24                                                                            | Rudabánya, Gvadányi szobor                                               | 20.6 km | 4095, 4108 |
| 25                                                                            | Felsőtelekes, orvosi rendelő                                             | 24.0 km | 4095, 4108 |
| 26                                                                            | Felsőtelekes, kánói elágazás                                             | 24.4 km | 4095, 4108 |
| Munkanapokon 7; szabadnapokon 8; munkaszüneti napokon 9 járat által érintett. |                                                                          |         | |
| ∫                                                                             | Felsőtelekes, Fő utca 2.                                                 | ∫       | 4095, 4108 |
| ∫                                                                             | Alsótelekes, élelmiszerbolt                                              | ∫       | 4095, 4108 |
| ∫                                                                             | Felsőtelekes, Fő utca 2.                                                 | ∫       | 4095, 4108 |
| 26                                                                            | Felsőtelekes, kánói elágazás                                             | 24.4 km | 4095, 4108 |
| 27                                                                            | Felsőtelekes, iskola                                                     | 24.8 km | 4095, 4108 |
| 28                                                                            | Kánó, Kossuth utca 42.                                                   | 27.9 km | 4095, 4108 |
| 29                                                                            | Kánó, községháza végállomás                                              | 28.5 km | 4095, 4108 |